# Josefa Andrés Barea
Josefa Andrés Barea (Burjasot, 17 de febrero de 1958) es una política socialista española, actualmente diputada en el Congreso de los Diputados y presidenta de la Comisión de Seguimiento y Evaluación de los Acuerdos del Pacto de Toledo.

## Biografía
Diplomada en enfermería, ha trabajado como subinspectora de sanidad. Se afilió a la Unión General de Trabajadores en 1982 y al Partido Socialista del País Valenciano-PSOE en 1983, donde ha ocupado diversos cargos; actualmente es Secretaria de Política Institucional de la ejecutiva comarcal del PSPV-PSOE de la Huerta Norte.
Ha sido diputada en las elecciones a las Cortes Valencianas de 1999, 2003 y 2007. Dejó el escaño en las Cortes Valencianas para ser diputada en el Parlamento Europeo en 2009 integrándose al grupo de la Alianza Progresista de Socialistas y Demócratas hasta el fin de su mandato en 2014.
En 2019 se presentó a las elecciones generales por la circunscripción de Valencia, resultando elegida diputada e integrándose en el Grupo Socialista. Como miembro de dicho grupo, forma parte de las comisiones de Interior, de Política Territorial y Función Pública, de Sanidad, Consumo y Bienestar Social y del Pacto de Toledo, siendo presidenta de esta última. Igualmente, es vocal suplente de la Diputación Permanente.